# Muguru, Sorab
Muguru là một làng thuộc tehsil Sorab, huyện Shimoga, bang Karnataka, Ấn Độ.